# Gilderoy Lockhart
Gilderoy Lockhart este un personaj fictiv creat de autoarea celebrei serii de romane Harry Potter.Acesta a avut prima apariție în cartea a II-a, Harry Potter și Camera Secretelor ca profesor de "Aparare contra Magiei Negre". A caștigat numeroase premii, dintre care de cinci ori premiul de "Cel mai frumos zambet".

## Cărți scrise de Gilderoy Lockhart
1. Frumosul de mine (autobiografie)
2. Ghidul paraziților domestici
3. Cum să scapi de strigoi
4. Vacanțe cu vrăjitoare
5. Hoinărind cu vampirii
6. Călătorii cu spiriduși
7. Expediții cu vampiri
8. La braț cu un căpcăun
9. Un an cu Yeti
10. La taclale cu un duh

A ajuns in spitalul St. Mungo deoarece și-a pierdut memoria în Harry Potter și Camera Secretelor în urma unui accident cu bagheta lui Ron Weasley, aceasta fiind ruptă.